# سولویگ ترن‌ایستروم
سولویگ ترن‌ایستروم (انگلیسی: Solveig Ternström؛ زادهٔ ۱۷ ژوئیهٔ ۱۹۳۷) هنرپیشه، سیاست‌مدار، کارگردان، و فیلم‌نامه‌نویس اهل سوئد است.